# Predikherenklooster (Antwerpen)

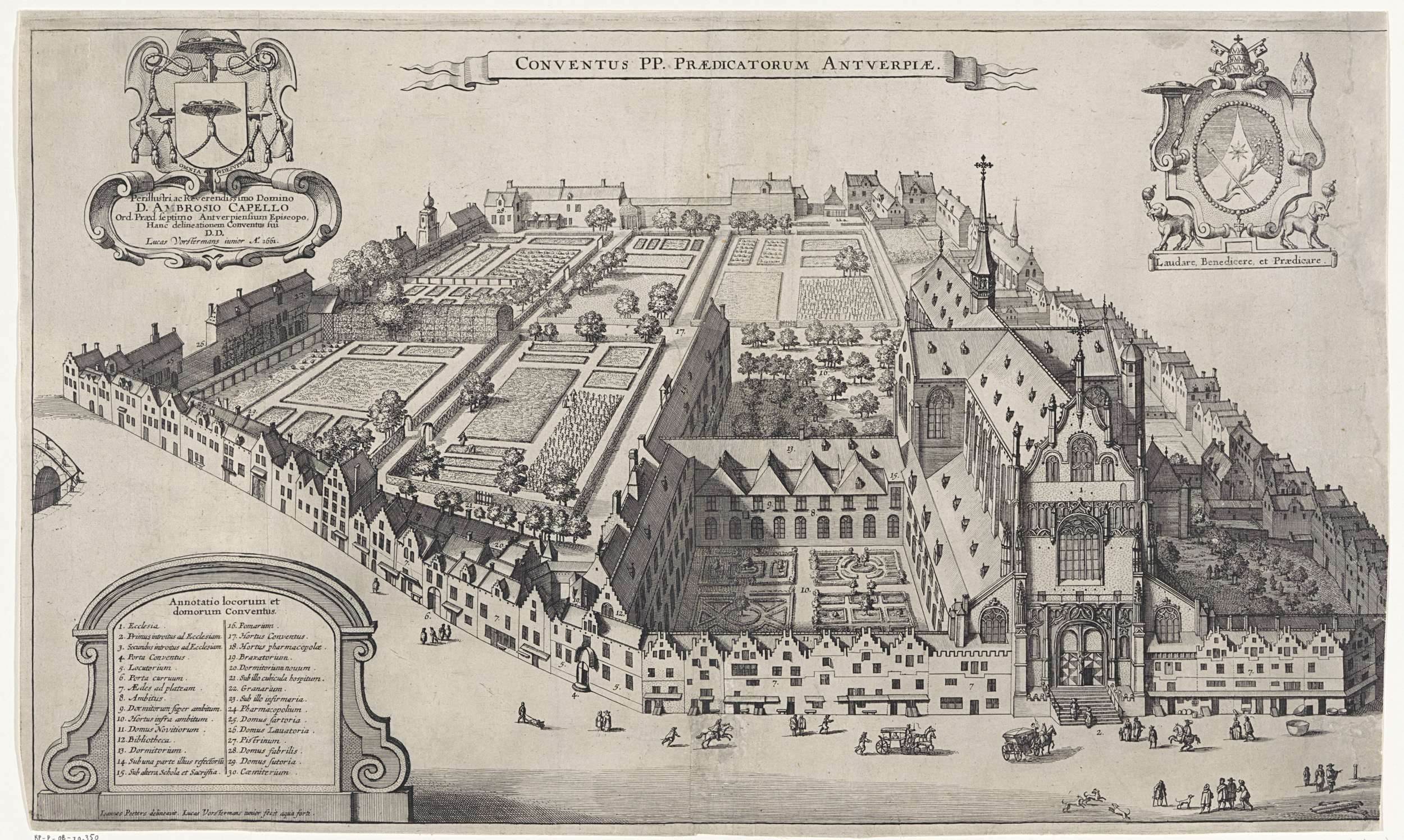
Het Antwerpse Predikherenklooster in de 17e eeuw (gravure van Lucas Vorsterman)

Het Predikherenklooster, ook gekend als het Dominicanenklooster of nog beter het Sint-Paulusklooster, was een klooster in de stad Antwerpen dat bestond van de 13e eeuw tot 1797. Het kloosterdomein was uitgestrekt en bevond zich tussen de Zwartzustersstraat, de Veemarkt, de Nosestraat, de Keistraat en Dries. Doorheen de voormalige kloostertuin loopt de huidige Sint-Paulusstraat. De kloosterlingen behoorden tot de orde der Dominicanen. In 1796 werden de predikheren door de Fransen verdreven en in 1797 werd het klooster opgeheven en openbaar verkocht. Van 1256 tot de opheffing hebben er in het klooster zo’n 1700 kloosterlingen geleefd. De voormalige kerk van het klooster heeft de Franse periode overleefd en is de huidige Sint-Pauluskerk, die momenteel als kerk van de Sint Paulusparochie van de stad Antwerpen fungeert. Ook van de voormalige kloostergebouwen zijn nog restanten overgebleven.

## Geschiedenis: vanaf de stichting tot de Franse Periode
De dominicanen vestigden zich in 1243 in de stad Antwerpen, nadat Hendrik II, hertog van Brabant, hen had laten overkomen uit Straatsburg. Van zijn opvolger Hertog Hendrik III en van kanunnik Hugo Nose ontvingen de paters uitgestrekte terreinen in de buurt van 'den Dries', waarop zij rond 1269 begonnen met de bouw van hun eerste kloosterkerk. In 1276 wordt deze kerk ingewijd door Albertus Magnus
In de beginjaren van het klooster tot aan het begin van de 14e eeuw rees er een conflict tussen de predikheren en de geestelijken van de toenmalige parochiekerk, de OL Vrouwekerk, omtrent het recht om begraven te worden buiten het kerkhof van de parochiekerk. Door een akkoord in 1262 hadden de Predikheren zich verbonden om niemand te verleiden om in hun klooster begraven te worden, maar het conflict laaide op het einde van de eeuw opnieuw op. Deze geschillen deden zich niet alleen voor in de stad Antwerpen, maar ook in andere steden waar de dominicanermonniken en andere bedelorden met de seculiere geestelijken in aanraking kwamen. Paus Bonifatius VIII probeerde daar in 1299 een einde aan te stellen, waardoor het aan de predikheren toegestaan werd om personen toe te laten, die in hun klooster(kerk) begraven wensten te worden, mits zij 1/4e deel betaalden van de lijkdienstrechten en andere opbrengsten aan de pastoor van de parochiekerk.
Een deel van het kloostergebouw, het zogenaamde 'predikherenpand' fungeerde vanaf het midden van de 15e eeuw tot het einde van de 16e eeuw als verkoop- en tentoonstellingsruimte voor wandtapijten, juwelen, goud- en zilverwerk en schilderijen. In 1517 verhuisden de wandtapijtverkopers naar een pand in de huidige Kammenstraat en later naar het Tapissierspand en in 1549 verhuisden de goud- en zilversmeden naar de Zilversmidsgang.

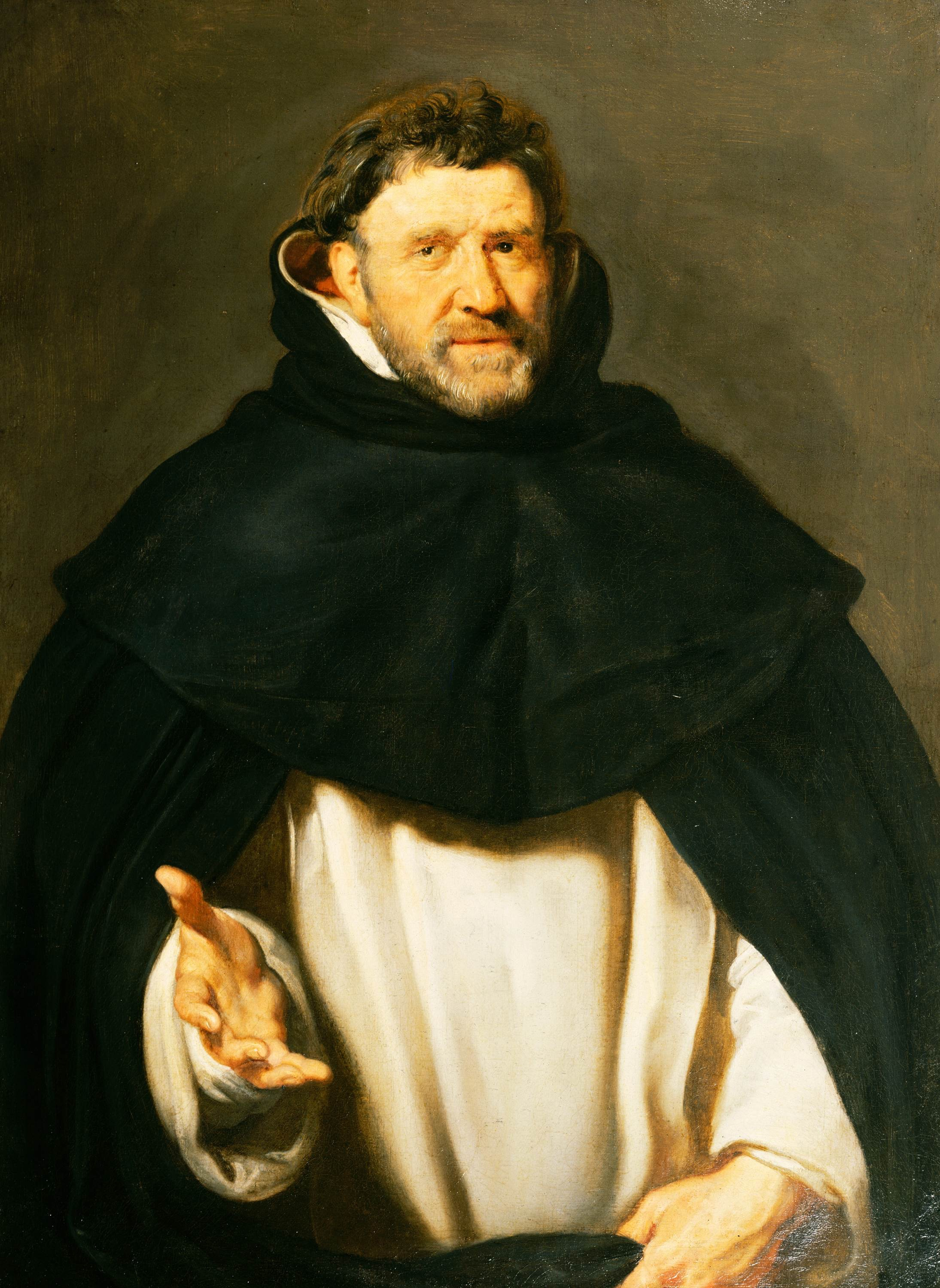
Portret van Michael Ophovius - Prior van het klooster in de 17e eeuw. Ophovius richt zich tot de toeschouwer, als wil hij hem toespreken. Dit gebaar verwijst naar de belangrijkste taak van de Dominicanen, het preken. Zijn grafmonument bevindt zich in de Sint-Pauluskerk

In de 15e eeuw bezaten de predikheren het alleenrecht om voor het college der schepenen van de stad Antwerpen de mis te lezen. Volgens Sanderus, werd hun dit voorrecht in 1538 afgenomen en aan de Lievevrouwbroeders gegeven.
In 1517 besloot men een nieuwe kloosterkerk te bouwen omdat de oude kerk bij springtij voortdurend onder water liep. De nieuwe kerk, waarvan de plannen waarschijnlijk gemaakt werden door Domien de Waghemakere, was groter en lag op een hoger gelegen terrein naast de bestaande kerk. Filips II, die een jaar voordien zijn vader was opgevolgd als Heer Der Nederlanden, woonde in 1556 de diensten bij in de in opbouw zijnde tweede Sint-Pauluskerk. De nieuwe kerk ontsnapt niet aan de Beeldenstorm in 1566, waarbij er o.a. 5 altaren vernield werden. In 1571 wordt de nieuwe Sint-Pauluskerk ingewijd. In datzelfde jaar werd er in de kerk van het klooster de Onze-Lieve-Vrouw van de Rozenkrans broederschap gesticht, om de overwinning op de Turken te vieren in de zeeslag bij Lepanto.
Zeven jaar later, in 1578, namen de calvinisten, die aan de macht waren gekomen in de stad Antwerpen, een deel van het Antwerps klooster in beslag. Nog een jaar later verdreven zij de paters uit het klooster; kerk en klooster werden leeggehaald, het schip van de kerk werd daarbij omgevormd tot een calvinistische bidplaats en een deel van het klooster werd in gebruik genomen als kanonnengieterij voor het leger. Na de Val van Antwerpen in 1585 keerden de dominicanenpaters terug en begonnen ze aan de heropbouw en de herinrichting van de kerk en het klooster.
Een belangrijke prior in de 17e eeuw was Michael Ophovius, wiens portret door Pieter Paul Rubens werd geschilderd en die de laatste bisschop was van 's-Hertogenbosch, vooraleer zij door de Nederlandse Republiek werd veroverd in 1629. Rubens en Ophovius, die viermaal prior was van het Antwerpse domicanenklooster, onderhielden een goede verstandhouding. Sommige auteurs beweren dat Ophovius de biechtvader was van Rubens.
In 1678 werd het klooster, net als de rest van de stad Antwerpen, zwaar getroffen door een pestepidemie, ook gekend als de “Haestige Ziekte”. In een periode van drie maanden, stierven er niet minder dan 26 predikheren aan de pest.
Het predikherenkerkhof werd ook vaak gebruikt als begraafplaats voor berouwvolle Antwerpse misdadigers en bekeerde ketters; werden er o.a. begraven : de gebroeders Van der Voort, twee stadsthesauriers die beiden in 1477 werden onthoofd; in 1546 een veroordeelde moordenaar, Hans in den Helm, die onthoofd werd; in 1558 twee slagerskinderen die wegens diefstal terechtgesteld werden op het schavot; in datzelfde jaar een zoon van een lakenverkoper die in Antwerpen een oproer had gewekt; in 1569 werd er een jonge vrouw begraven die haar man had vermoord en onthoofd was geworden op het Steen; in 1570 een metser die een ketterse preek had bijgewoond en een vrouw die hervormde predikanten bij haar had verborgen.
Op de oude begraafplaats van de Dominicanen binnen het klooster, op de plaats waar zich eertijds het 'predikherenpand' bevond, werd op het einde van de 17e eeuw op initiatief van de domicanenpaters, de gebroeders van Ketwigh, begonnen met de bouw van een Calvarieberg. In 1734 was de Calvarieberg voltooid, maar nog tot 1747 werden beelden bijgeplaatst.

## Geschiedenis: vanaf de Franse Periode tot heden

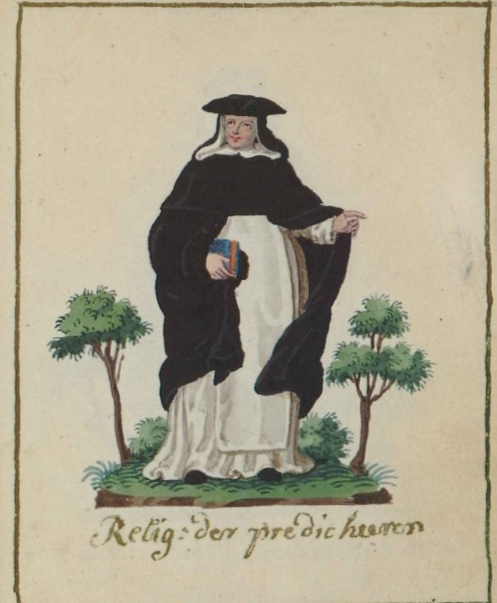
Antwerpse Predikheer op het einde van de 18e eeuw

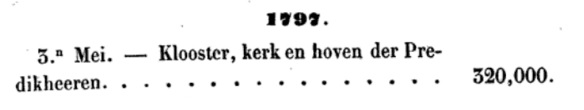
Opbrengst openbare verkoop

In 1796 worden de kloosters door de nieuwe Franse bewindvoerders afgeschaft en op het einde van dat jaar worden de nog overblijvende 53 kloosterlingen uitgedreven door een 60-tal soldaten. In tegenstelling echter tot vele andere kloosters, aanvaardden de toenmalige Prior Peltiers en zijn medebroeders de waardebons die de Franse bezetter aanbood, waardoor ze in staat zullen zijn het klooster terug te kopen. Aanvankelijk hadden de paters deze bons uit protest geweigerd, want het aanvaarden van de bons werd door het bisdom als verraad beschouwd, maar het betekende wel de redding van de kloosterkerk en de kloostergebouwen.
Immers, op 3 mei 1797 wordt de kerk, het klooster en de kloostertuin openbaar verkocht, en Prior Peltiers kan met de “bons” van zijn medebroeders en de hulp van sympathisanten, het goed voor een bedrag van 320.000 frs terugkopen. Op 17 juni 1797 zijn enkele dominicanen terug in hun klooster om het opnieuw bewoonbaar te maken. Niet door de staat erkend als kloosterlingen, blijven ze er samen als ‘citoyens’. Peltiers heropent de kerk op 1 augustus. Dit is natuurlijk niet naar de zin van de nieuwe bewindslieden en op 26 september 1797 gaan de revolutionairen over tot de sluiting van de kerken. Uit schrik dat het Franse bewind kerk en klooster opnieuw zal onteigenen, verkoopt Peltiers het klooster in 1798 aan een stroman. Prior Peltiers is ook een van de eersten die de zogenaamde 'eed van haat' jegens het koningschap aflegt.
Onder het bewind van Napoleon verbetert de relatie tussen de overheid en de kerk, maar wordt prior Peltiers toch gewaar dat het kloosterleven niet meer hervat zal kunnen worden. Hij sluit dan ook een overeenkomst met de stad Antwerpen, waardoor de stad, na het sterven van de laatste dominicaan eigenaar zal worden van de Sint Pauluskerk. De stad huurt ook een deel van de kloostergebouwen, die dienstdoet als kazerne. De laatste Prior Cornelius Peltiers sterft in 1821, en de laatste predikheer van Antwerpen, Arnoldus Mierts, overlijdt in 1846.
In het voormalige kloosterpand werd in 1905 een kleuterschool ingericht en enkele jaren later werd de Sint-Paulusschool ingericht. In april 1968 verwoestte een zware brand de kerk en het kloosterpand; driekwart van het kloosterpand veranderde in een ruïne.

## Priors
Lijst van priors volgens Antonius Sanderus.
1. Jacobus Hoogstratanus, STD
2. -1502 Antonius Wellens
3. 1502- 519 Joris Amici
4. 1519-1529 Joannes de Caementrio
5. 1529-1529 Dominicus Gordyns
6. 1529-1531 Jan Beck
7. 1531-1533 Jan Vitricus
8. 1533-1533 Cornelis Judocus
9. 1533-1546 Sebastiaan de Remis
10. 1546- 1553 Wilhelm Litus
11. 1553-1544 Cornelis van Ertborn
12. 1544-1565 Jan Pauli
13. 1565-1569 Matthias Verryst
14. 1569-1588 Balthasar Dresseler, Praed. gen. Ord.
15. 1588-1589 Engelbert Bredams
16. 1589-1594 Hendrik Puteo

Na de val van de Stad (1585)
- 17. 1585-1586 Jan van Overloop
- 18. 1586-1586 Jan Schriek Lyranus, Praed. gen. Ord.
- 19. 1586-1606 Jeroen Lytrensis.
- 20. 1606-1611 Michiel Valckenborch, Praed. gen. Ord.
- 21. 1611-1611 Hendrik van Deventer, Praed. gen. Ord.
- 22. 1611-1626 Michael van Ophoven, Bisschop van 's Hertoghenbosch
- 23. 1626-1640 Jan Boucquet , Prior van Leuven en Vicaris Generaal
- 24. Hendrik van Merven, Prior van Winnocxberghen
- 25. Nicolaus van Deventer, Praed. Gen.
- 26. Jacques de Brouwere
- 27. Marius Ambrosius Capello, Bisschop van Antwerpen
- 28. Frans Cosyns, Praed. Gen.
- 29. Christoffel Meissener, Prior van Leuven
- 30. Gillis van Swieten,
- 31. Godfried Marquisius
- 32. Alexander Sibbile
- 33. Andries Vloers

- Hyacinthus Franciscus Van Huysen
- Cornelius Jozef Peltiers (de laatste prior)

## Afbeeldingen

Afbeeldingen van het klooster
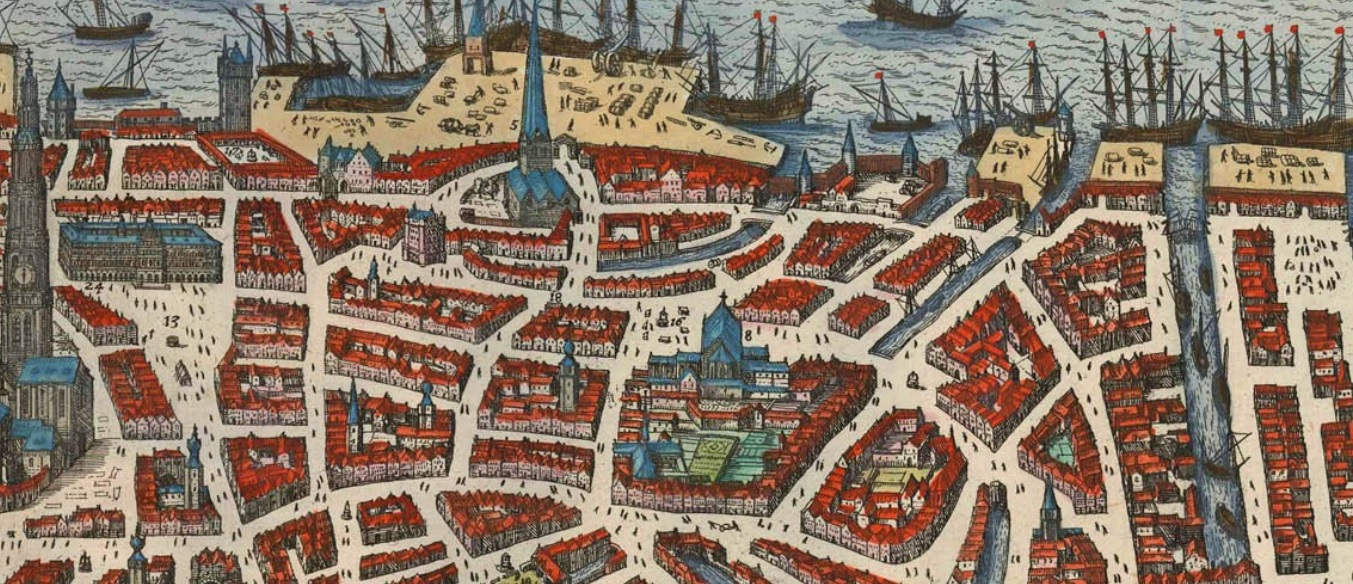
Op deze kaart van Antwerpen uit 1598 van Georg Braun en Frans Hogenberg is het Predikherenklooster te herkennen onder nr 8
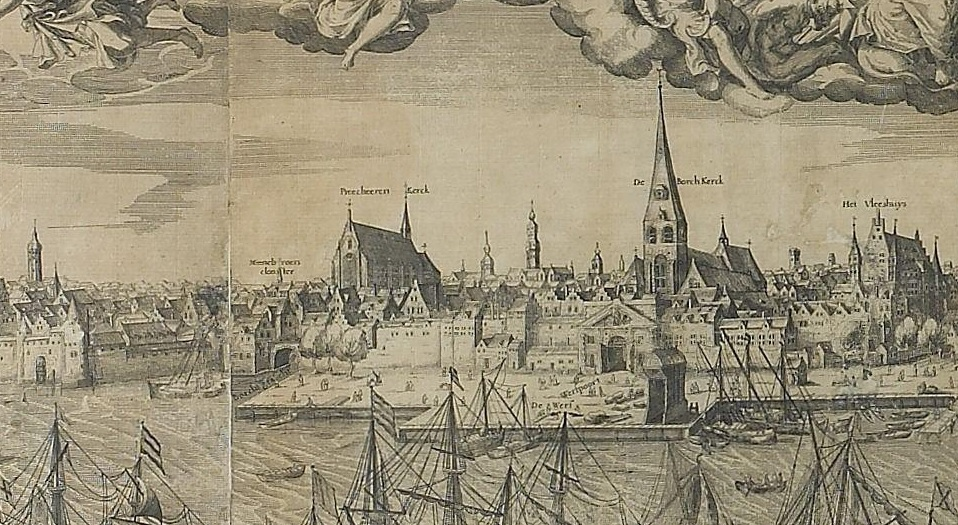
Kerk van het Predikherenklooster van Antwerpen in 1630
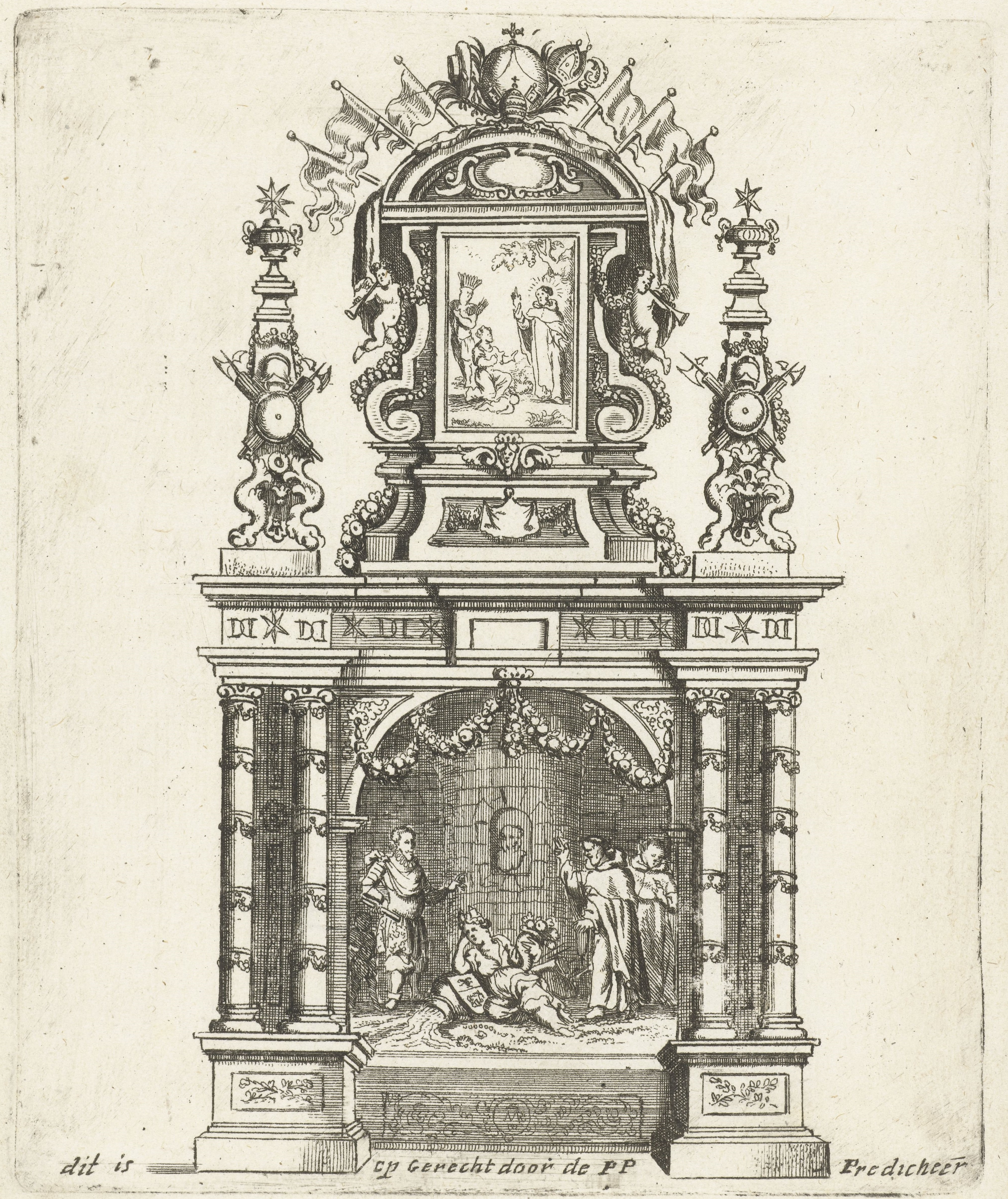
Altaar opgericht door de Antwerpse predikheren, ter gelegenheid van het eeuwfeest in 1685 van de herinvoering van de katholieke godsdienst in de stad Antwerpen. Ontwerp van Gaspar Bouttats
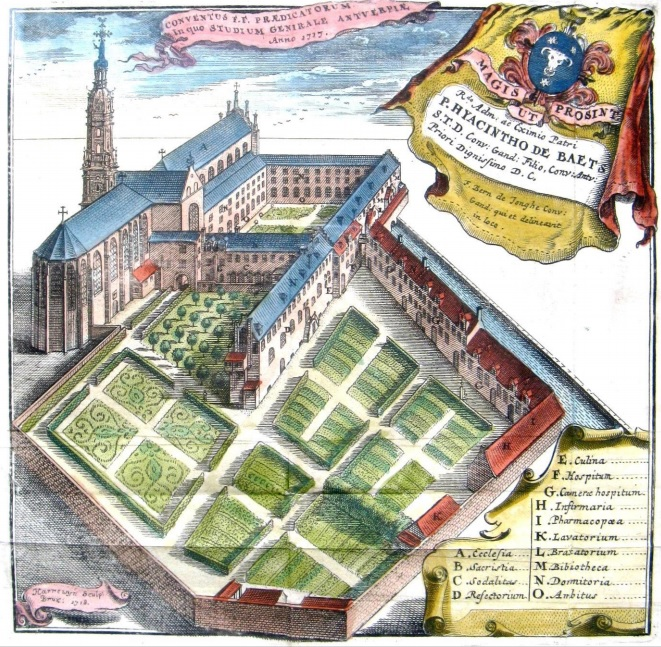
Het Antwerpse predikherenklooster in 1718 - Gravure van Jacob Harrewijn